# Palpomyia nigroscutellata
Palpomyia nigroscutellata är en tvåvingeart som beskrevs av Lane 1947. Palpomyia nigroscutellata ingår i släktet Palpomyia och familjen svidknott. Inga underarter finns listade i Catalogue of Life.